# Blepharocalyx salicifolius
Blepharocalyx salicifolius är en myrtenväxtart som först beskrevs av Carl Sigismund Kunth, och fick sitt nu gällande namn av Otto Karl Berg. Blepharocalyx salicifolius ingår i släktet Blepharocalyx och familjen myrtenväxter. Inga underarter finns listade i Catalogue of Life.

## Bildgalleri

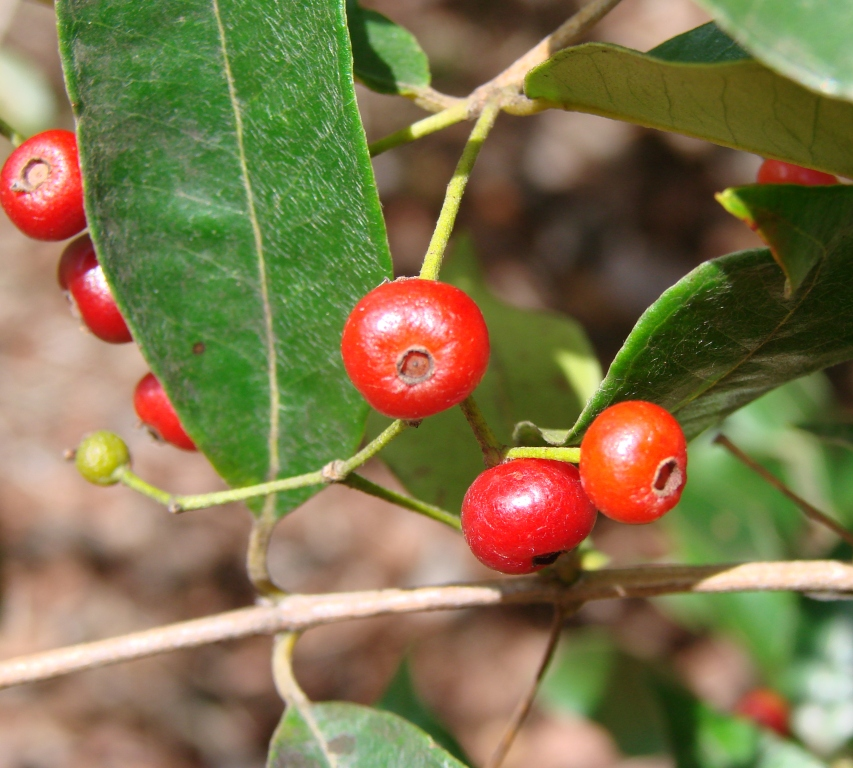